# Chapelle Perret
La chapelle de l'Immaculé-Conception d'Arcueil, dite Chapelle Perret est une chapelle catholique située au 52 avenue Laplace à Arcueil, en France.

## Localisation
Le monument se trouve dans le département du Val-de-Marne, dans la métropole du Grand Paris et dans l'arrondissement de L'Haÿ-les-Roses.

## Historique
C'est une chapelle construite entre 1927 et 1929 par les frères Perret pour les religieuses franciscaines de l'Immaculée Conception. Ils détenaient l'orphelinat de Petites-Filles-Pauvres d'Arcueil. Avec un budget très limité, l'architecte a créé un bâtiment de plan rectangulaire simple avec une maçonnerie en briques creuses et des colonnes et des poutres en béton armé.
La chapelle est classée au titre des monuments historiques par arrêté du 29 octobre 1999 et appartient à la Congrégation des Frères Pallotins.

## Description
La chapelle est installée à l'étage d'une grande salle dont le rez-de-chaussée était autrefois un préau ouvert. Des grands vitraux abstraits répandent un éclairage bleuté. Un escalier mène à la chapelle et se prolonge à l'étage supérieur, qui permet ensuite d'entrer dans la tribune. L'église a perdu sa destination première et n'a subi aucune modification. Le mobilier liturgique actuel (autel en verre, ambon, porte-lectionnaire avec colombe, sièges du chœur, porte de tabernacle et croix en verre) a été réalisé en 2002 par l'artiste Jean-François Ferraton.